# イボウキクサ
イボウキクサ (疣浮草、学名: Lemna gibba) は、ウキクサ亜科のアオウキクサ属に属する水草の1種であり、水面に浮かんで生育する。海綿状の浮嚢が発達して葉状体の裏面が膨潤している (右図)。ヨーロッパなどに自生しており、日本にも帰化している。

## 特徴
水面に生育する浮遊植物であり、葉状体 (葉と茎の区別がない) と1本の根からなる。葉状体はふつう左右不相称の広倒卵形、1–8 x 0.8–6 ミリメートル (mm)、不明瞭な3–5脈があり、表面も膨らむが海綿状の浮嚢が著しく発達して裏面が膨潤している (下図1c)。葉状体の表面はやや光沢がある緑色、ときに赤紫色の斑紋があり、裏面も赤色を帯びることがある (下図1)。各葉状体の裏面からは1本の根が水中へ伸びており (下図1c)、根の先端は鈍頭、根帽は長さ 0.6-1.8 mm。葉状体の基部側面から新たな葉状体を形成し、出芽状に増殖する。ふつう2–4個の葉状体がつながった群体を形成している (下図1)。休眠芽 (越冬芽、殖芽) は形成せず、葉状体のまま水面上で越冬する。
花期は5-8月、開花率は比較的高く、葉状体の側面に微小な花をつける。花は2個の雄しべと1個の雌しべからなる (2個の雄花と1個の雌花とされることもある)。雌しべの花柱は長さ 0.05-0.1 mm、子房は1–7個の胚珠を含む。果実は 0.6-1.0 x 0.8-1.2 mm、翼があり、1–5個の種子を含む。種子は楕円形、長径約 1 mm、8–16本の肋がある。染色体数は 2n = 40, 50, 70, 80。

## 分布

水面を覆うイボウキクサ (ドイツ)

ヨーロッパから西アジア、アフリカ、南北アメリカに分布する。イギリスなどでは、淀んだ水面を覆う水草として最も普遍的である。日本では1974年に初めて確認され、実験材料用のものが広がったと考えられているが、遺伝的に2系統が存在することが報告されている。本州と四国の一部に帰化しており、地域によっては多い。
ため池や河川、水路などに生育し、特に湧水のある池やクレソン田に多い。

## 人間との関わり
イボウキクサは他のウキクサ類と同様、繁殖力が旺盛であるため、さまざまな応用が研究されている。例えば、ティラピアなど有用魚の餌としてイボウキクサを利用する研究がある。また、イボウキクサの存在によって細菌などによる廃水中の有機物分解が促進されることも報告されている。さらにイボウキクサは、毒性試験のモデル生物としても利用されている。